# Épsilon Tucanae
Épsilon Tucanae (ε Tuc / HD 224686 / HR 9076) es una estrella en la constelación austral de Tucana. Con magnitud aparente +4,49, es la sexta estrella en brillo dentro de su constelación, siendo superada por α, γ, ζ, κ y β1 Tucanae.
Se encuentra a 374 años luz de distancia del sistema solar.
Épsilon Tucanae es una subgigante blanco-azulada de tipo espectral B9IV —también clasificada como B8V— cuya temperatura efectiva es de 12.800 - 13 000 K.
Sus características físicas son comparables a las de Zubeneschamali (β Librae), Homam (ζ Pegasi) o Sualocin A (α Delphini), más brillantes por estar más cerca de la Tierra.
Con un diámetro tres veces más grande que el del Sol, su luminosidad equivale a 389 soles.
Portando una masa de 4 masas solares, su edad se estima en sólo 123 millones de años —compárese con la edad del Sol que es de 4600 millones de años—.
La velocidad de rotación de Épsilon Tucanae es de 300 km/s, valor 150 veces superior al del Sol; esta cifra no queda lejos de su velocidad ecuatorial crítica —380 km/s—, por encima de la cual la estrella se desintegraría.
Se piensa que la inclinación de su eje de rotación respecto a la línea de visión es de 76,1º.